# Пам'ятки історії Бердичівського району
У Бердичівському районі Житомирської області на обліку перебуває 83 пам'ятки історії.
| №п/п | Охоронний номер | Найменування пам'ятки | Адреса                                                                | Рік            | Автор | № рішення про взяття на державний облік | Фото |
| ---- | --------------- | --- | --------------------------------------------------------------------- | -------------- | ----- | --------------------------------------- | ---- |
| 1.   | 1462            | Братська могила радянських воїнів та пам'ятник воїнам-односельчанам. Поховано 2 особи                                         | с. Агатівка, Осиківська с/р, на кладовищі                             | 1975 1985      | _     | № 388 від 06.09.1976 р.                 |      |
| 2.   | 1461            | Братська могила радянських воїнів та пам'ятник воїнам-односельчанам. Поховано 33 особи                                        | с. Андріянівка, Райгородецька с/р, на околиці                         | 1961 1981      | _     | № 388 від 06.09.1976 р.                 |      |
| 3.   | 187             | Братська могила радянських воїнів та пам'ятник воїнам-односельчанам. Поховано 103 особи                                       | с. Бистрик, Бистрицька с/р, на кладовищі                              | 1957 1980      | _     | № 442 від 29.09.1969 р.                 |      |
| 4.   | 188             | Група (8) братських могил радянських воїнів, серед яких похований Жадейкин М. С. — Герой Радянського Союзу. Поховано 270 осіб | с. Буряки, Буряківська с/р, на кладовищі                              | 1954 1985      | _     | № 442 від 29.09.1969 р.                 |      |
| 5.   | 1487            | Пам'ятник воїнам-односельчанам                                                                                                | с. Буряки, Буряківська с/р, біля Будинку культури                     | 1970           | _     | № 388 від 06.09.1976 р.                 |      |
| 6.   | 186             | Братська могила радянських воїнів. Кількість похованих невідома                                                               | с. Велика П'ятигірка, Великоп'ятигірська с/р, на кладовищі            | 1964           | _     | № 442 від 29.09.1969 р.                 |      |
| 7.   | 2763            | Пам'ятник воїнам-односельчанам                                                                                                | с. Велика П'ятигірка, Великоп'ятигірська с/р, в центрі                | 1985           | _     | № 390 від 08.10.1992 р.                 |      |
| 8.   | 1464            | Братська могила радянських воїнів та пам'ятник воїнам-односельчанам. Поховано 58 осіб                                         | с. Великі Гадомці, Садківська с/р, в центрі                           | 1961           | _     | № 388 від 06.09.1976 р.                 |      |
| 9.   | 189             | Братська могила радянських воїнів. Поховано 87 осіб                                                                           | с. Великі Нізгірці, Великонізгурецька с/р, в центрі                   | 1957           | _     | № 442 від 29.09.1969 р.                 |      |
| 10.  | 191             | Братська могила радянських воїнів та пам'ятник воїнам-односельчанам. Поховано 43 особи                                        | с. Гальчин, Гальчинська с/р, в центрі                                 | 1957 1982      | _     | № 442 від 29.09.1969 р.                 |      |
| 11.  | 2764            | Братська могила радянських воїнів. Кількість похованих невідома                                                               | с. Гальчин, Гальчинська с/р, на кладовищі                             | 1956 р.        | _     | № 390 від 08.10.1992 р.                 |      |
| 12.  | 2485            | Могила Шпортуна Г. В. — матроса крейсера «Варяг»                                                                              | с. Гальчин, Гальчинська с/р, на кладовищі                             | 1977           | _     | № 22 від 21.01.1983 р.                  |      |
| 13.  | 1465            | Братська могила радянських воїнів та пам'ятник воїнам-односельчанам. Поховано 116 осіб                                        | с. Гардишівка, Гардишівська с/р, в центрі                             | 1960 1980      | _     | № 388 від 06.09.1976 р.                 |      |
| 14.  | 1466            | Братська могила радянських воїнів. Поховано 54 особи                                                                          | с. Гвіздава, Рейська с/р, на кладовищі                                | 1949           | _     | № 388 від 06.09.1976 р.                 |      |
| 15.  | 1489            | Братська могила радянських воїнів. Поховано 29 осіб                                                                           | с. Гришківці, Гришковецька с/р, на кладовищі                          | 1968           | _     | № 388 від 06.09.1976 р.                 |      |
| 16.  | 1934            | Група (2) братських могил радянських-воїнів та пам'ятник воїнам-односельчанам. Поховано 25 осіб                               | с. Гришківці, Гришковецька с/р, в центрі                              | 1957 1968 1973 | _     | № 559 від 26.12.1979 р.?                |      |
| 17.  | 192             | Братська могила радянських воїнів. Поховано 53 особи                                                                          | с. Грішківці, Гришковецька с/р, на кладовищі                          | 1957           | _     | № 442 від 29.09.1969 р.                 |      |
| 18.  | 1463            | Братська могила радянських воїнів. Поховано 22 особи                                                                          | с. Демчин, Мирославська с/р, на кладовищі                             | 1967           | _     | № 388 від 06.09.1976 р.                 |      |
| 19.  | 1488            | Пам'ятник воїнам-односельчанам                                                                                                | с. Демчин, Мирославська с/р, в центрі                                 | 1968           | _     | № 388 від 06.09.1976 р.                 |      |
| 20.  | 1467            | Братська могила радянських воїнів та пам'ятник воїнам-односельчанам. Поховано 16 осіб                                         | с. Дубівка, Красівська с/р, в центрі                                  | 1965 1985      | _     | № 388 від 06.09.1976 р.                 |      |
| 21.  | 1468            | Братська могила радянських воїнів та пам'ятник воїнам-односельчанам. Поховано 93 особи                                        | с. Житенці, Бистрицька с/р, в центрі                                  | 1958           | _     | № 388 від 06.09.1967 р.                 |      |
| 22.  | 193             | Братська могила радянських воїнів та пам'ятник воїнам-односельчанам. Поховано 27 осіб                                         | с. Журбинці, Скаківська с/р, біля пошти                               | 1957 1980      | _     | № 442 від 29.09.1969 р.                 |      |
| 23.  | 1469            | Братська могила радянських воїнів. Поховано 3 особи                                                                           | с. Закутинці, Закутинецька с/р, в центрі                              | 1962           | _     | № 388 від 06.09.1976 р.                 |      |
| 24.  | 1470            | Братська могила радянських воїнів. Кількість похованих невідома                                                               | с Іванківці, Іванковецька с/р, на кладовищі                           | 1960           | _     | № 388 від 06.09.1979 р.                 |      |
| 25.  | 194             | Братська могила радянських воїнів та пам'ятник воїнам- односельчанам. Поховано 72 особи                                       | с. Іванківці, Іванковецька с/р, в центрі                              | 1957 1975      | _     | № 442 від 29.09.1969 р.                 |      |
| 26.  | 195             | Братська могила радянських воїнів. Поховано 63 особи                                                                          | с. Катеринівка, Швайківська с/р, на кладовищі                         | 1958           | _     | № 442 від 29.09.1969 р.                 |      |
| 27.  | 2765            | Братська могила радянських воїнів та пам'ятник воїнам-односельчанам. Кількість похованих невідома ?                           | с. Катеринівка, Швайківська с/р, в центрі                             | 1983           | _     | № 390 від 08.10.1992                    |      |
| 28.  | 3090            | Пам'ятник воїнам — визволителям                                                                                               | с. Кикишівка, Терехівська с/р                                         | 1994           | _     | № 616 від 29.09.1999 р.                 |      |
| 29.  | 1472            | Братська могила радянських воїнів та пам'ятник воїнам — односельчанам. Поховано 12 осіб                                       | с. Красівка, Красівська с/р, в центрі                                 | 1965 1977      | _     | № 388 від 06.09.1976 р.                 |      |
| 30.  | 1490            | Пам'ятник першим механізаторам                                                                                                | с. Красівка, Красівська с/р, на тракторному стані                     | 1967           | _     | № 388 від 06.09.1976 р.                 |      |
| 31.  | 196             | Братська могила радянських воїнів. Поховано 8 осіб                                                                            | с. Кукільня, Никонівська с/р, біля школи                              | 1954           | _     | № 442 від 29.09.1969 р.                 |      |
| 32.  | 1471            | Братська могила радянських воїнів та пам'ятник воїнам-односельчанам. Поховано 22 особи                                        | с. Кустин, Гардишівська с/р                                           | 1960 1969      | _     | № 388 від 06.09.1976 р.                 |      |
| 33.  | 1473            | Братська могила радянських воїнів та пам'ятник воїнам-односельчанам. Поховано 86 осіб                                         | с. Лемеші, Райгородецька с/р, в центрі                                | 1961 1980      | _     | № 388 від 06.09.1976 р.                 |      |
| 34.  | 1474            | Братська могила радянських воїнів та пам'ятник воїнам — односельчанам. Поховано 24 особи                                      | с. Лісова Слобідка, Озадівська с/р, в центрі                          | 19 581 977     | _     | № 388 від 06.09.1976 р.                 |      |
| 35.  | 1491            | Братська могила жертв фашизму. Поховано 5 осіб                                                                                | с. Лісова Слобода, Озадівська с/р, біля лісу                          | 1960           | _     | № 388 від 06.09.1976 р.                 |      |
| 36.  | 1492            | Могила Петрова А. О. — радянського воїна                                                                                      | с. Лісова Слобідка, Озадівська с/р, на захід, біля лісу               | 1970           | _     | № 388 від 06.09.1976 р.                 |      |
| 37.  | 1475            | Братська могила радянських воїнів. Поховано 52 особи                                                                          | с. Малі Гадомці, Закутинецька с/р, на кладовищі                       | 1958           | _     | № 388 від 06.09.1976 р.                 |      |
| 38.  | 197             | Братська могила радянських воїнів та пам'ятник воїнам — односельчанам. Поховано 52 особи                                      | с. Малосілка, Малосілківська с/р, біля школи                          | 1953 1976      | _     | № 442 від 29.09.1969 р.                 |      |
| 39.  | 199             | Братська могила радянських воїнів. Поховано 8 осіб                                                                            | с. Маркуші, Маркушівська с/р, біля школи                              | 1957 1978      | _     | № 442 від 29.09.1969 р.                 |      |
| 40.  | 198             | Братська могила радянських воїнів та пам'ятник воїнам-односельчанам                                                           | с. Мартинівка, Райгородецька с/р, в центрі                            | 1963 1980      | _     | № 442 від 29.09.1969 р.                 |      |
| 41.  | 1493            | Братська могила радянських воїнів. Кількість похованих невідома                                                               | с. Мирне, Великоп'ятигірська с/р, в центрі відділку «Сільгосптехніка» | 1947           | _     | № 388 від 06.09.1976 р.                 |      |
| 42.  | 1476            | Братська могила радянських воїнів. Поховано 30 осіб                                                                           | с. Мирославка, Мирославська с/р, на кладовищі                         | 1958 1970      | _     | № 388 від 06.09.1976 р.                 |      |
| 43.  | 1494            | Пам'ятник воїнам — односельчанам                                                                                              | с. Мирославка, Мирославська с/р, в центрі                             | 1967           | _     | № 388 від 06.09.1976 р.                 |      |
| 44.  | 1495            | Могила Онишка А. М. — організатора Радянської влади на селі                                                                   | с. Мирославка, Мирославська с/р, біля Будинку культури                | 1946           | _     | № 388 від 06.09.1976 р.                 |      |
| 45.  | 2766            | Братська могила радянських воїнів та пам'ятник воїнам — односельчанам. Кількість похованих невідома                           | с. Никонівка, Никонівська с/р, в центрі                               | 1981           | _     | № 390 від 08.10.1992 р.                 |      |
| 46.  | 1477            | Братська могила радянських воїнів. Поховано 14 осіб                                                                           | с. Новий Солотвин, Старосолотвинська с/р, на кладовищі                | 1959           | _     | № 388 від 06.09.1976 р.                 |      |
| 47.  | 201             | Братська могила радянських воїнів та пам'ятник воїнам — односельчанам. Поховано 40 осіб                                       | с. Обухівка, Маркушівська с/р, біля школи                             | 1971 1977      | _     | № 442 від 29.09.1969 р.                 |      |
| 48.  | 200             | Братська могила радянських воїнів та пам'ятник воїнам — односельчанам. Поховано 66 осіб                                       | с. Озадівка, Озадівська с/р, біля Будинку культури                    | 1953           | _     | № 442 від 29.09.1969 р.                 |      |
| 49.  | 202             | Братська могила радянських воїнів, серед яких похований Михайлов О. Ф. — Герой Радянського Союзу. Поховано 87 осіб            | с. Осикове, Осиківська с/р, в центрі                                  | 1970           | _     | № 442 від 29.09.1969 р.                 |      |
| 50.  | 1478            | Братська могила радянських воїнів. Поховано 46 осіб                                                                           | с. Підгородне, Скраглівська с/р, в центрі                             | 1965           | _     | № 388 від 06.09.1976 р.                 |      |
| 51.  | 203             | Братська могила радянських воїнів та пам'ятник воїнам-односельчанам. Поховано 73 особи                                        | с. Половецьке, Половецька с/р, в шкільному парку                      | 1965 1976      | _     | № 442 від 29.09.1969 р.                 |      |
| 52.  | 206             | Братська могила радянських воїнів та пам'ятник воїнам — односельчанам. Поховано 91 особу                                      | с. Радянське, Радянська с/р, в центрі                                 | 1957 1975      | _     | № 442 від 29.09.1969 р.                 |      |
| 53.  | 1481            | Братська могила радянських воїнів. Поховано 8 осіб                                                                            | с. Радянське, Радянська с/р, на околиці села                          | 1957           | _     | № 388 від 06.09.1976 р.                 |      |
| 54.  | 1479            | Братська могила радянських воїнів. Поховано 150 осіб                                                                          | с. Райгородок, Райгородецька с/р, біля клубу                          | 1960           | _     | № 388 від 06.09.1976 р.                 |      |
| 55.  | 1496            | Братська могила радянських воїнів. Кількість похованих невідома                                                               | с. Райгородок, Райгородецька с/р, на кладовищі                        | 1967           | _     | № 388 від 06.09.1976 р.                 |      |
| 56.  | 1498            | Могила радянського солдата | с. Райгородок, Райгородецька с/р, біля клубу                          | 1967           | _     | № 388 від 06.09.1976 р.                 |      |
| 57.  | 1480            | Пам'ятник воїнам — односельчанам                                                                                              | с. Райки, Швайківська с/р, в центрі                                   | 1965           | _     | № 388 від 06.09.1976 р.                 |      |
| 58.  | 205             | Братська могила радянських воїнів. Поховано 132 особи                                                                         | с. Райки, Швайківська с/р, на кладовищі                               | 1954           | _     | № 442 від 29.09.1969 р.                 |      |
| 59.  | 204             | Братська могила радянських воїнів. Поховано 68 осіб                                                                           | с. Рея, Рейська с/р, на кладовищі                                     | 1954           | _     | № 442 від 29.09.1969 р.                 |      |
| 60.  | 1936            | Пам'ятник воїнам — визволителям та воїнам -односельчанам                                                                      | с. Рея, Рейська с/р, в центрі                                         | 1975           | _     | № 388 від 06.09.1976 р.                 |      |
| 61.  | 2767            | Братська могила радянських воїнів. Кількість похованих невідома                                                               | с. Радянське, на території військової частини                         | 1958           | _     | № 390 від 08.10.1992 р.                 |      |
| 62.  | 210             | Братська могила радянських воїнів. Поховано 10 осіб                                                                           | с. Садки, Садківська с/р, в центрі                                    | 1957           | _     | № 442 від 29.09.1969 р.                 |      |
| 63.  | 1499            | Пам'ятник воїнам — односельчанам                                                                                              | с. Садки, Садківська с/р, біля клубу                                  | 1967           | _     | № 388 від 06.09.1976 р.                 |      |
| 64.  | 1500            | Пам'ятник першим механізаторам                                                                                                | с. Садки, Садківська с/р, на тракторному стані                        | 1967           | _     | № 388 від 06.09. 1976 р.                |      |
| 65.  | 1484            | Братська могила радянських воїнів та пам'ятник воїнам — односельчанам. Поховано 202 особи                                     | с. Семенівка, Іванковецька с/р, в центрі                              | 1967 1973      | _     | № 388 від 06.09.1976 р                  |      |
| 66.  | 1482            | Братська могила радянських воїнів. Поховано 15 осіб                                                                           | с. Сингаївка, Закутинецька с/р, на околиці села                       | 1962           | _     | № 388 від 06.09.1976 р.                 |      |
| 67.  | 1502            | Пам'ятник воїнам — односельчанам                                                                                              | с. Скраглівка, Скраглівська с/р, в центрі                             | 1967           | _     | № 388 від 06.09.1976 р.                 |      |
| 68.  | 1485            | Братська могила радянських воїнів. Поховано 76 осіб                                                                           | с. Скраглівка, Скраглівська с/р, на кладовищі                         | 1957           | _     | № 388 від 06.09.1976 р.                 |      |
| 69.  | 1486            | Братська могила радянських воїнів та пам'ятник воїнам — односельчанам. Поховано 5 осіб                                        | с. Скаківка, Скаківська с/р, в центрі                                 | 1963 1980      | _     | № 388 від 06.09.1976 р.                 |      |
| 70.  | 208             | Могила Карпенка І. М. — Героя Радянського Союзу                                                                               | с. Слободище, Слободищанська с/р, в центрі                            | 1967           | _     | № 442 від 29.09.1969 р.                 |      |
| 71.  | 209             | Братська могила радянських воїнів. Поховано 44 особи                                                                          | с. Слободище, Слободищенська с/р, біля клубу                          | 1957           | _     | № 442 від 29.09.1969 р.                 |      |
| 72.  | 1501            | Пам'ятник воїнам — односельчанам                                                                                              | с. Слободище, Слободищанська с/р, в центрі                            | 1966           | _     | № 388 від 06.09.1976 р.                 |      |
| 73.  | 207             | Група (2) братських могил радянських воїнів. Поховано 327 осіб                                                                | с. Старий Солотвин, Старосолотвинська с/р, на кладовищі               | 1956 1975      | _     | № 442 від 29.09.1969 р.                 |      |
| 74.  | 1935            | Пам'ятник воїнам — односельчанам                                                                                              | с. Старий Солотвин, Старосолотвинська с/р, в центрі                   | 1975           | _     | № 559 від 26.12.1979 р.                 |      |
| 75.  | 211             | Братська могила радянських воїнів. Поховано 19 осіб                                                                           | с. Терехове, Терехівська с/р, на кладовищі                            | 1957 1975      | _     | № 442 від 29.09.1969 р.                 |      |
| 76.  | 2768            | Місце загибелі Огурцова О. А. — радянського льотчика                                                                          | с. Терехове, Терехівська с/р, біля озера                              | 1985           | _     | № 390 від 08.10.1992 р.                 |      |
| 77.  | 3089            | Пам'ятник воїнам — односельчанам                                                                                              | с. Терехове, Терехівська с/р, на кладовищі                            | 1992           | _     | № 616 від 29.09.1999 р.                 |      |
| 78.  | 213             | Братська могила радянських воїнів та пам'ятник воїнам — односельчанам. Поховано 91 особу                                      | с. Хажин, Хажинська с/р, на кладовищі                                 | 1958 1975      | _     | № 442 від 29.09.1969 р.                 |      |
| 79.  | 212             | Братська могила радянських воїнів. Поховано 6 осіб                                                                            | с. Хмелище, Скаківська с/р, в центрі                                  | 1953           | _     | № 442 від 29.09.1969 р.                 |      |
| 80.  | 214             | Братська могила радянських воїнів. Поховано 28 осіб                                                                           | с. Швайківка, Швайківська с/р, в центрі                               | 1954           | _     | № 442 від 29.09.1969 р.                 |      |
| 81.  | 1503            | Братська могила радянських партизан. Кількість похованих невідома                                                             | с. Швайківка, Швайківська с/р, на кладовищі                           | 1965           | _     | № 388 від 06.09.1976 р.                 |      |
| 82.  | 1937            | Пам'ятник воїнам — односельчанам                                                                                              | с. Швайківка, Швайківська с/р, в центрі                               | 1975           | _     | № 559 від 26.12.1979 р.                 |      |
| 83.  | 2769            | Братська могила підпільників. Кількість похованих невідома                                                                    | с. Швайківка, Швайківська с/р, на кладовищі                           | 1965           | _     | № 390 від 08.10.1992 р.                 |      |
|      |                 | |                                                                       |                |       |                                         |      |